# منطقة الميادين
منطقة الميادين منطقة سورية إدارية تتبع محافظة دير الزور ومركزها مدينة الميادين، بلغ تعداد سكان المنطقة 247,171 نسمة حسب التعداد السكاني لعام 2004.

## نواحي منطقة الميادين
- ناحية مركز الميادين
- ناحية ذيبان
- ناحية العشارة
- ناحية صبيخان